# Liste des planètes mineures non numérotées découvertes en décembre 2017
Pour un article plus général, voir Liste des planètes mineures non numérotées découvertes en 2017.
Pour un article plus général, voir Liste des planètes mineures.
Cet article dresse la liste des planètes mineures (astéroïdes, centaures, objets transneptuniens et assimilés) non numérotées découvertes en décembre 2017 dans l'ordre de leur découverte.
Au 15 janvier 2025, 661 077 des 1 434 993 planètes mineures répertoriées par le Centre des planètes mineures ne sont pas encore numérotées, soit 46,07 %.

## Rappel concernant la désignation provisoire
La désignation provisoire indique l'ordre de découverte de ces objets. En effet, cette désignation est composée de l'année de découverte (par exemple 2017) suivie de la quinzaine (demi-mois) de découverte (p.e. A = 1-15 janvier) puis de l'ordre de découverte dans cette quinzaine. Cet ordre est indiqué par une lettre et éventuellement un chiffre comme suit : A pour la première découverte, B pour la deuxième, ..., Z pour la 25e (le I n'est pas utilisé pour éviter la confusion avec 1), A1 pour la 26e, B1 pour la 27e, etc. , Z1 pour la 50e, A2 pour la 51e, B2 pour la 52e, etc. L'ordre de la numérotation ne suit donc pas l'ordre alphanumérique. 2017 AA1 suit ainsi 2017 AZ et précède 2017 AB1.

## Liste

### Du1erau 15 décembre 2017
- 2017 XA
- 2017 XC
- 2017 XE
- 2017 XF
- 2017 XG
- 2017 XJ
- 2017 XM
- 2017 XO
- 2017 XR
- 2017 XS
- 2017 XT
- 2017 XU
- 2017 XX
- 2017 XY
- 2017 XA1
- 2017 XB1
- 2017 XC1
- 2017 XD1
- 2017 XE1
- 2017 XF1
- 2017 XG1
- 2017 XH1
- 2017 XJ1
- 2017 XK1
- 2017 XL1
- 2017 XM1
- 2017 XN1
- 2017 XP1
- 2017 XQ1
- 2017 XR1
- 2017 XS1
- 2017 XT1
- 2017 XW1
- 2017 XX1
- 2017 XZ1
- 2017 XA2
- 2017 XB2
- 2017 XC2
- 2017 XD2
- 2017 XE2
- 2017 XF2
- 2017 XG2
- 2017 XH2
- 2017 XJ2
- 2017 XK2
- 2017 XL2
- 2017 XM2
- 2017 XN2
- 2017 XO2
- 2017 XP2
- 2017 XQ2
- 2017 XR2
- 2017 XS2
- 2017 XT2
- 2017 XU2
- 2017 XV2
- 2017 XW2
- 2017 XX2
- 2017 XY2
- 2017 XZ2
- 2017 XB3
- 2017 XC3
- 2017 XK3
- 2017 XL3
- 2017 XS3
- 2017 XT3
- 2017 XX3
- 2017 XY3
- 2017 XZ3
- 2017 XA4
- 2017 XQ4
- 2017 XR4
- 2017 XT4
- 2017 XU4
- 2017 XZ4
- 2017 XC5
- 2017 XE5
- 2017 XG5
- 2017 XH5
- 2017 XJ5
- 2017 XK5
- 2017 XM5
- 2017 XQ5
- 2017 XR5
- 2017 XV5
- 2017 XX5
- 2017 XY5
- 2017 XA6
- 2017 XD6
- 2017 XE6
- 2017 XF6
- 2017 XG6
- 2017 XJ6
- 2017 XM6
- 2017 XN6
- 2017 XO6
- 2017 XR6
- 2017 XS6
- 2017 XU6
- 2017 XX6
- 2017 XY6
- 2017 XB7
- 2017 XD7
- 2017 XE7
- 2017 XH7
- 2017 XK7
- 2017 XM7
- 2017 XO7
- 2017 XP7
- 2017 XR7
- 2017 XU7
- 2017 XY7
- 2017 XZ7
- 2017 XD8
- 2017 XE8
- 2017 XF8
- 2017 XG8
- 2017 XJ8
- 2017 XP8
- 2017 XR8
- 2017 XT8
- 2017 XW8
- 2017 XX8
- 2017 XZ8
- 2017 XB9
- 2017 XD9
- 2017 XE9
- 2017 XF9
- 2017 XJ9
- 2017 XK9
- 2017 XL9
- 2017 XM9
- 2017 XR9
- 2017 XU9
- 2017 XW9
- 2017 XY9
- 2017 XZ9
- 2017 XC10
- 2017 XE10
- 2017 XK10
- 2017 XQ10
- 2017 XV10
- 2017 XX10
- 2017 XY10
- 2017 XA11
- 2017 XC11
- 2017 XG11
- 2017 XH11
- 2017 XJ11
- 2017 XM11
- 2017 XN11
- 2017 XP11
- 2017 XQ11
- 2017 XS11
- 2017 XU11
- 2017 XY11
- 2017 XZ11
- 2017 XB12
- 2017 XC12
- 2017 XD12
- 2017 XE12
- 2017 XF12
- 2017 XG12
- 2017 XL12
- 2017 XM12
- 2017 XP12
- 2017 XV12
- 2017 XW12
- 2017 XC13
- 2017 XE13
- 2017 XF13
- 2017 XH13
- 2017 XK13
- 2017 XM13
- 2017 XN13
- 2017 XR13
- 2017 XS13
- 2017 XT13
- 2017 XY13
- 2017 XE14
- 2017 XF14
- 2017 XG14
- 2017 XM14
- 2017 XN14
- 2017 XR14
- 2017 XU14
- 2017 XW14
- 2017 XZ14
- 2017 XC15
- 2017 XE15
- 2017 XP15
- 2017 XR15
- 2017 XU15
- 2017 XV15
- 2017 XW15
- 2017 XA16
- 2017 XC16
- 2017 XD16
- 2017 XG16
- 2017 XM16
- 2017 XP16
- 2017 XR16
- 2017 XS16
- 2017 XT16
- 2017 XU16
- 2017 XV16
- 2017 XX16
- 2017 XY16
- 2017 XH17
- 2017 XJ17
- 2017 XK17
- 2017 XW17
- 2017 XX17
- 2017 XZ17
- 2017 XB18
- 2017 XC18
- 2017 XF18
- 2017 XL18
- 2017 XO18
- 2017 XQ18
- 2017 XX18
- 2017 XZ18
- 2017 XB19
- 2017 XD19
- 2017 XF19
- 2017 XG19
- 2017 XH19
- 2017 XK19
- 2017 XL19
- 2017 XW19
- 2017 XX19
- 2017 XZ19
- 2017 XH20
- 2017 XL20
- 2017 XP20
- 2017 XR20
- 2017 XX20
- 2017 XY20
- 2017 XZ20
- 2017 XE21
- 2017 XG21
- 2017 XH21
- 2017 XJ21
- 2017 XL21
- 2017 XM21
- 2017 XN21
- 2017 XP21
- 2017 XQ21
- 2017 XR21
- 2017 XS21
- 2017 XX21
- 2017 XZ21
- 2017 XF22
- 2017 XH22
- 2017 XJ22
- 2017 XK22
- 2017 XL22
- 2017 XN22
- 2017 XO22
- 2017 XQ22
- 2017 XS22
- 2017 XT22
- 2017 XU22
- 2017 XV22
- 2017 XW22
- 2017 XY22
- 2017 XZ22
- 2017 XA23
- 2017 XB23
- 2017 XC23
- 2017 XE23
- 2017 XF23
- 2017 XS23
- 2017 XT23
- 2017 XU23
- 2017 XV23
- 2017 XW23
- 2017 XX23
- 2017 XY23
- 2017 XA24
- 2017 XC24
- 2017 XG24
- 2017 XK24
- 2017 XN24
- 2017 XQ24
- 2017 XS24
- 2017 XU24
- 2017 XY24
- 2017 XZ24
- 2017 XA25
- 2017 XD25
- 2017 XG25
- 2017 XH25
- 2017 XJ25
- 2017 XL25
- 2017 XM25
- 2017 XP25
- 2017 XR25
- 2017 XT25
- 2017 XU25
- 2017 XV25
- 2017 XW25
- 2017 XD26
- 2017 XE26
- 2017 XR26
- 2017 XV26
- 2017 XZ26
- 2017 XB27
- 2017 XC27
- 2017 XK27
- 2017 XM27
- 2017 XP27
- 2017 XT27
- 2017 XW27
- 2017 XZ27
- 2017 XB28
- 2017 XC28
- 2017 XD28
- 2017 XE28
- 2017 XG28
- 2017 XL28
- 2017 XM28
- 2017 XN28
- 2017 XU28
- 2017 XW28
- 2017 XC29
- 2017 XF29
- 2017 XG29
- 2017 XJ29
- 2017 XL29
- 2017 XO29
- 2017 XT29
- 2017 XU29
- 2017 XV29
- 2017 XY29
- 2017 XZ29
- 2017 XC30
- 2017 XD30
- 2017 XG30
- 2017 XK30
- 2017 XL30
- 2017 XM30
- 2017 XO30
- 2017 XS30
- 2017 XU30
- 2017 XW30
- 2017 XZ30
- 2017 XB31
- 2017 XE31
- 2017 XM31
- 2017 XN31
- 2017 XO31
- 2017 XQ31
- 2017 XR31
- 2017 XV31
- 2017 XW31
- 2017 XX31
- 2017 XY31
- 2017 XB32
- 2017 XE32
- 2017 XG32
- 2017 XH32
- 2017 XM32
- 2017 XO32
- 2017 XV32
- 2017 XA33
- 2017 XC33
- 2017 XD33
- 2017 XE33
- 2017 XF33
- 2017 XG33
- 2017 XJ33
- 2017 XN33
- 2017 XP33
- 2017 XQ33
- 2017 XT33
- 2017 XW33
- 2017 XX33
- 2017 XY33
- 2017 XB34
- 2017 XD34
- 2017 XJ34
- 2017 XO34
- 2017 XS34
- 2017 XT34
- 2017 XU34
- 2017 XW34
- 2017 XY34
- 2017 XA35
- 2017 XC35
- 2017 XE35
- 2017 XF35
- 2017 XP35
- 2017 XS35
- 2017 XW35
- 2017 XY35
- 2017 XC36
- 2017 XD36
- 2017 XG36
- 2017 XM36
- 2017 XS36
- 2017 XT36
- 2017 XX36
- 2017 XZ36
- 2017 XA37
- 2017 XB37
- 2017 XC37
- 2017 XD37
- 2017 XE37
- 2017 XK37
- 2017 XL37
- 2017 XN37
- 2017 XP37
- 2017 XQ37
- 2017 XV37
- 2017 XW37
- 2017 XX37
- 2017 XZ37
- 2017 XA38
- 2017 XB38
- 2017 XC38
- 2017 XD38
- 2017 XE38
- 2017 XK38
- 2017 XN38
- 2017 XQ38
- 2017 XR38
- 2017 XZ38
- 2017 XG39
- 2017 XL39
- 2017 XM39
- 2017 XN39
- 2017 XP39
- 2017 XQ39
- 2017 XR39
- 2017 XV39
- 2017 XW39
- 2017 XY39
- 2017 XZ39
- 2017 XB40
- 2017 XH40
- 2017 XM40
- 2017 XP40
- 2017 XQ40
- 2017 XS40
- 2017 XU40
- 2017 XX40
- 2017 XA41
- 2017 XB41
- 2017 XC41
- 2017 XE41
- 2017 XG41
- 2017 XH41
- 2017 XM41
- 2017 XO41
- 2017 XQ41
- 2017 XR41
- 2017 XU41
- 2017 XW41
- 2017 XY41
- 2017 XA42
- 2017 XD42
- 2017 XG42
- 2017 XJ42
- 2017 XK42
- 2017 XL42
- 2017 XM42
- 2017 XP42
- 2017 XQ42
- 2017 XS42
- 2017 XZ42
- 2017 XD43
- 2017 XE43
- 2017 XH43
- 2017 XJ43
- 2017 XM43
- 2017 XP43
- 2017 XS43
- 2017 XV43
- 2017 XW43
- 2017 XY43
- 2017 XZ43
- 2017 XF44
- 2017 XG44
- 2017 XH44
- 2017 XK44
- 2017 XL44
- 2017 XR44
- 2017 XU44
- 2017 XV44
- 2017 XZ44
- 2017 XC45
- 2017 XH45
- 2017 XJ45
- 2017 XN45
- 2017 XR45
- 2017 XS45
- 2017 XV45
- 2017 XX45
- 2017 XH46
- 2017 XL46
- 2017 XM46
- 2017 XO46
- 2017 XS46
- 2017 XT46
- 2017 XY46
- 2017 XZ46
- 2017 XA47
- 2017 XC47
- 2017 XF47
- 2017 XH47
- 2017 XM47
- 2017 XN47
- 2017 XP47
- 2017 XR47
- 2017 XU47
- 2017 XV47
- 2017 XW47
- 2017 XY47
- 2017 XF48
- 2017 XG48
- 2017 XH48
- 2017 XJ48
- 2017 XM48
- 2017 XQ48
- 2017 XR48
- 2017 XW48
- 2017 XX48
- 2017 XY48
- 2017 XC49
- 2017 XE49
- 2017 XF49
- 2017 XK49
- 2017 XL49
- 2017 XM49
- 2017 XO49
- 2017 XQ49
- 2017 XT49
- 2017 XA50
- 2017 XD50
- 2017 XJ50
- 2017 XK50
- 2017 XM50
- 2017 XN50
- 2017 XO50
- 2017 XQ50
- 2017 XS50
- 2017 XV50
- 2017 XW50
- 2017 XX50
- 2017 XY50
- 2017 XB51
- 2017 XC51
- 2017 XE51
- 2017 XL51
- 2017 XN51
- 2017 XP51
- 2017 XQ51
- 2017 XV51
- 2017 XW51
- 2017 XA52
- 2017 XB52
- 2017 XC52
- 2017 XF52
- 2017 XG52
- 2017 XH52
- 2017 XK52
- 2017 XM52
- 2017 XP52
- 2017 XR52
- 2017 XS52
- 2017 XU52
- 2017 XW52
- 2017 XX52
- 2017 XB53
- 2017 XC53
- 2017 XD53
- 2017 XE53
- 2017 XF53
- 2017 XH53
- 2017 XK53
- 2017 XP53
- 2017 XR53
- 2017 XS53
- 2017 XT53
- 2017 XW53
- 2017 XY53
- 2017 XA54
- 2017 XB54
- 2017 XD54
- 2017 XF54
- 2017 XL54
- 2017 XO54
- 2017 XS54
- 2017 XT54
- 2017 XU54
- 2017 XV54
- 2017 XX54
- 2017 XA55
- 2017 XB55
- 2017 XF55
- 2017 XH55
- 2017 XL55
- 2017 XQ55
- 2017 XR55
- 2017 XS55
- 2017 XU55
- 2017 XW55
- 2017 XC56
- 2017 XD56
- 2017 XE56
- 2017 XH56
- 2017 XK56
- 2017 XP56
- 2017 XU56
- 2017 XV56
- 2017 XX56
- 2017 XY56
- 2017 XZ56
- 2017 XD57
- 2017 XE57
- 2017 XF57
- 2017 XK57
- 2017 XT57
- 2017 XG58
- 2017 XJ58
- 2017 XK58
- 2017 XL58
- 2017 XS58
- 2017 XA59
- 2017 XE59
- 2017 XF59
- 2017 XK59
- 2017 XU59
- 2017 XW59
- 2017 XX59
- 2017 XZ59
- 2017 XA60
- 2017 XB60
- 2017 XE60
- 2017 XH60
- 2017 XJ60
- 2017 XK60
- 2017 XL60
- 2017 XM60
- 2017 XN60
- 2017 XO60
- 2017 XP60
- 2017 XQ60
- 2017 XR60
- 2017 XS60
- 2017 XT60
- 2017 XU60
- 2017 XV60
- 2017 XW60
- 2017 XX60
- 2017 XY60
- 2017 XZ60
- 2017 XB61
- 2017 XC61
- 2017 XD61
- 2017 XF61
- 2017 XG61
- 2017 XH61
- 2017 XJ61
- 2017 XL61
- 2017 XM61
- 2017 XO61
- 2017 XP61
- 2017 XQ61
- 2017 XR61
- 2017 XS61
- 2017 XT61
- 2017 XU61
- 2017 XV61
- 2017 XW61
- 2017 XX61
- 2017 XY61
- 2017 XZ61
- 2017 XA62
- 2017 XB62
- 2017 XC62
- 2017 XE62
- 2017 XF62
- 2017 XG62
- 2017 XH62
- 2017 XJ62
- 2017 XK62
- 2017 XL62
- 2017 XO62
- 2017 XP62
- 2017 XQ62
- 2017 XW62
- 2017 XX62
- 2017 XA63
- 2017 XG63
- 2017 XM63
- 2017 XN63
- 2017 XQ63
- 2017 XR63
- 2017 XS63
- 2017 XU63
- 2017 XV63
- 2017 XX63
- 2017 XY63
- 2017 XZ63
- 2017 XA64
- 2017 XB64
- 2017 XC64
- 2017 XD64
- 2017 XE64
- 2017 XH64
- 2017 XJ64
- 2017 XK64
- 2017 XL64
- 2017 XM64
- 2017 XN64
- 2017 XO64
- 2017 XQ64
- 2017 XR64
- 2017 XS64
- 2017 XT64
- 2017 XU64
- 2017 XV64
- 2017 XW64
- 2017 XX64
- 2017 XY64
- 2017 XZ64
- 2017 XA65
- 2017 XB65
- 2017 XD65
- 2017 XE65
- 2017 XF65
- 2017 XG65
- 2017 XH65
- 2017 XJ65
- 2017 XK65
- 2017 XM65
- 2017 XN65
- 2017 XO65
- 2017 XQ65
- 2017 XR65
- 2017 XS65
- 2017 XU65
- 2017 XV65
- 2017 XX65
- 2017 XZ65
- 2017 XA66
- 2017 XB66
- 2017 XC66
- 2017 XE66
- 2017 XF66
- 2017 XG66
- 2017 XH66
- 2017 XJ66
- 2017 XK66
- 2017 XL66
- 2017 XM66
- 2017 XN66
- 2017 XP66
- 2017 XQ66
- 2017 XR66
- 2017 XS66
- 2017 XT66
- 2017 XU66
- 2017 XV66
- 2017 XW66
- 2017 XX66
- 2017 XY66
- 2017 XZ66
- 2017 XA67
- 2017 XB67
- 2017 XC67
- 2017 XE67
- 2017 XF67
- 2017 XG67
- 2017 XH67
- 2017 XJ67
- 2017 XK67
- 2017 XM67
- 2017 XN67
- 2017 XO67
- 2017 XP67
- 2017 XQ67
- 2017 XR67
- 2017 XS67
- 2017 XU67
- 2017 XV67
- 2017 XW67
- 2017 XX67
- 2017 XY67
- 2017 XZ67
- 2017 XA68
- 2017 XB68
- 2017 XE68
- 2017 XF68
- 2017 XG68
- 2017 XH68
- 2017 XJ68
- 2017 XK68
- 2017 XL68
- 2017 XM68
- 2017 XN68
- 2017 XO68
- 2017 XP68
- 2017 XQ68
- 2017 XR68
- 2017 XS68
- 2017 XT68
- 2017 XU68
- 2017 XV68
- 2017 XW68
- 2017 XX68
- 2017 XY68
- 2017 XZ68
- 2017 XA69
- 2017 XB69
- 2017 XC69
- 2017 XD69
- 2017 XE69
- 2017 XG69
- 2017 XJ69
- 2017 XK69
- 2017 XL69
- 2017 XM69
- 2017 XO69
- 2017 XP69
- 2017 XQ69
- 2017 XS69
- 2017 XU69
- 2017 XV69
- 2017 XW69
- 2017 XX69
- 2017 XY69
- 2017 XA70
- 2017 XB70
- 2017 XC70
- 2017 XF70
- 2017 XH70
- 2017 XJ70
- 2017 XK70
- 2017 XL70
- 2017 XM70
- 2017 XO70
- 2017 XQ70
- 2017 XR70
- 2017 XS70
- 2017 XT70
- 2017 XU70
- 2017 XW70
- 2017 XY70
- 2017 XJ71
- 2017 XK71
- 2017 XN71
- 2017 XS71
- 2017 XT71
- 2017 XW71
- 2017 XY71
- 2017 XZ71
- 2017 XA72
- 2017 XB72
- 2017 XC72
- 2017 XD72
- 2017 XJ72
- 2017 XK72
- 2017 XN72
- 2017 XQ72
- 2017 XR72
- 2017 XS72
- 2017 XV72
- 2017 XZ72
- 2017 XA73
- 2017 XB73
- 2017 XC73
- 2017 XG73
- 2017 XM73
- 2017 XO73
- 2017 XR73
- 2017 XX73
- 2017 XY73
- 2017 XZ73
- 2017 XA74
- 2017 XB74
- 2017 XC74
- 2017 XE74
- 2017 XF74
- 2017 XG74
- 2017 XH74
- 2017 XJ74
- 2017 XK74
- 2017 XL74
- 2017 XM74
- 2017 XO74
- 2017 XQ74
- 2017 XR74
- 2017 XU74
- 2017 XW74
- 2017 XX74
- 2017 XZ74
- 2017 XA75
- 2017 XB75
- 2017 XC75
- 2017 XD75
- 2017 XG75
- 2017 XH75
- 2017 XL75
- 2017 XN75
- 2017 XO75
- 2017 XP75
- 2017 XQ75
- 2017 XR75
- 2017 XS75
- 2017 XT75
- 2017 XU75
- 2017 XV75
- 2017 XW75
- 2017 XX75
- 2017 XY75
- 2017 XZ75
- 2017 XA76
- 2017 XB76
- 2017 XD76
- 2017 XE76
- 2017 XF76
- 2017 XG76
- 2017 XH76
- 2017 XJ76
- 2017 XK76
- 2017 XM76
- 2017 XN76
- 2017 XO76
- 2017 XP76
- 2017 XQ76
- 2017 XR76
- 2017 XS76
- 2017 XT76
- 2017 XU76
- 2017 XV76
- 2017 XW76
- 2017 XX76
- 2017 XY76
- 2017 XZ76
- 2017 XA77
- 2017 XB77
- 2017 XC77
- 2017 XG77
- 2017 XH77
- 2017 XJ77
- 2017 XL77
- 2017 XM77
- 2017 XN77
- 2017 XO77
- 2017 XP77
- 2017 XQ77
- 2017 XR77
- 2017 XS77
- 2017 XT77
- 2017 XU77
- 2017 XV77
- 2017 XW77
- 2017 XY77
- 2017 XZ77
- 2017 XA78
- 2017 XC78
- 2017 XD78
- 2017 XE78
- 2017 XF78
- 2017 XG78
- 2017 XH78
- 2017 XJ78
- 2017 XK78
- 2017 XM78
- 2017 XO78
- 2017 XQ78
- 2017 XS78
- 2017 XU78
- 2017 XV78
- 2017 XX78
- 2017 XY78
- 2017 XZ78
- 2017 XB79
- 2017 XC79
- 2017 XD79
- 2017 XE79
- 2017 XF79
- 2017 XG79
- 2017 XH79
- 2017 XL79
- 2017 XM79
- 2017 XP79
- 2017 XR79
- 2017 XT79
- 2017 XU79
- 2017 XV79
- 2017 XW79
- 2017 XX79
- 2017 XY79
- 2017 XA80
- 2017 XB80
- 2017 XC80
- 2017 XD80
- 2017 XE80
- 2017 XF80
- 2017 XG80
- 2017 XH80
- 2017 XJ80
- 2017 XK80
- 2017 XL80
- 2017 XM80
- 2017 XN80
- 2017 XO80
- 2017 XP80
- 2017 XQ80
- 2017 XR80
- 2017 XS80
- 2017 XT80
- 2017 XV80
- 2017 XW80
- 2017 XX80
- 2017 XY80
- 2017 XZ80
- 2017 XA81
- 2017 XB81
- 2017 XC81
- 2017 XD81
- 2017 XE81
- 2017 XF81
- 2017 XG81
- 2017 XH81
- 2017 XL81
- 2017 XN81
- 2017 XO81
- 2017 XQ81
- 2017 XR81
- 2017 XU81
- 2017 XV81
- 2017 XW81
- 2017 XY81
- 2017 XA82
- 2017 XB82
- 2017 XC82
- 2017 XD82
- 2017 XE82
- 2017 XF82
- 2017 XG82
- 2017 XH82
- 2017 XJ82
- 2017 XK82
- 2017 XL82
- 2017 XM82
- 2017 XN82
- 2017 XO82
- 2017 XQ82
- 2017 XR82
- 2017 XS82
- 2017 XW82
- 2017 XX82
- 2017 XY82
- 2017 XZ82
- 2017 XA83
- 2017 XB83
- 2017 XC83
- 2017 XD83
- 2017 XG83
- 2017 XH83
- 2017 XM83
- 2017 XO83
- 2017 XP83
- 2017 XQ83
- 2017 XR83
- 2017 XS83
- 2017 XT83
- 2017 XU83
- 2017 XV83
- 2017 XW83
- 2017 XX83
- 2017 XZ83
- 2017 XA84
- 2017 XB84
- 2017 XC84
- 2017 XD84
- 2017 XF84
- 2017 XG84
- 2017 XH84
- 2017 XJ84
- 2017 XK84
- 2017 XL84
- 2017 XM84
- 2017 XN84
- 2017 XO84
- 2017 XP84
- 2017 XQ84
- 2017 XR84
- 2017 XS84
- 2017 XT84
- 2017 XU84
- 2017 XV84
- 2017 XW84
- 2017 XX84
- 2017 XY84
- 2017 XZ84
- 2017 XA85
- 2017 XB85
- 2017 XE85
- 2017 XG85
- 2017 XH85
- 2017 XJ85
- 2017 XK85
- 2017 XL85
- 2017 XM85
- 2017 XN85
- 2017 XO85
- 2017 XP85
- 2017 XQ85
- 2017 XR85
- 2017 XS85
- 2017 XT85
- 2017 XV85
- 2017 XW85
- 2017 XX85
- 2017 XY85
- 2017 XZ85
- 2017 XA86
- 2017 XB86
- 2017 XC86
- 2017 XE86
- 2017 XF86
- 2017 XG86
- 2017 XH86
- 2017 XJ86
- 2017 XK86
- 2017 XL86
- 2017 XM86
- 2017 XN86
- 2017 XP86
- 2017 XR86
- 2017 XS86
- 2017 XT86
- 2017 XU86
- 2017 XW86
- 2017 XX86
- 2017 XY86
- 2017 XZ86
- 2017 XA87
- 2017 XB87
- 2017 XC87
- 2017 XD87
- 2017 XE87
- 2017 XF87
- 2017 XG87
- 2017 XH87
- 2017 XJ87
- 2017 XK87
- 2017 XL87
- 2017 XM87
- 2017 XN87
- 2017 XO87
- 2017 XP87
- 2017 XQ87
- 2017 XR87
- 2017 XS87
- 2017 XT87
- 2017 XU87
- 2017 XV87
- 2017 XW87
- 2017 XX87
- 2017 XY87
- 2017 XZ87
- 2017 XA88
- 2017 XB88
- 2017 XC88
- 2017 XD88
- 2017 XE88
- 2017 XF88
- 2017 XH88
- 2017 XJ88
- 2017 XK88
- 2017 XL88
- 2017 XM88
- 2017 XN88
- 2017 XO88
- 2017 XP88
- 2017 XQ88
- 2017 XR88
- 2017 XT88
- 2017 XU88
- 2017 XV88
- 2017 XX88
- 2017 XY88
- 2017 XZ88
- 2017 XA89
- 2017 XB89
- 2017 XC89
- 2017 XD89
- 2017 XE89
- 2017 XH89
- 2017 XJ89
- 2017 XK89
- 2017 XL89
- 2017 XM89
- 2017 XN89
- 2017 XO89
- 2017 XP89
- 2017 XR89
- 2017 XS89
- 2017 XT89
- 2017 XV89
- 2017 XW89
- 2017 XX89
- 2017 XY89
- 2017 XA90
- 2017 XB90
- 2017 XC90
- 2017 XD90
- 2017 XE90
- 2017 XF90
- 2017 XG90
- 2017 XH90
- 2017 XJ90
- 2017 XK90
- 2017 XL90
- 2017 XM90
- 2017 XO90
- 2017 XP90
- 2017 XQ90
- 2017 XR90
- 2017 XS90
- 2017 XT90
- 2017 XU90
- 2017 XV90
- 2017 XW90
- 2017 XX90
- 2017 XZ90
- 2017 XA91
- 2017 XB91
- 2017 XC91
- 2017 XD91
- 2017 XE91
- 2017 XF91
- 2017 XG91
- 2017 XH91
- 2017 XJ91
- 2017 XK91
- 2017 XM91
- 2017 XN91
- 2017 XP91
- 2017 XQ91
- 2017 XR91
- 2017 XS91
- 2017 XT91
- 2017 XU91
- 2017 XV91
- 2017 XW91
- 2017 XX91
- 2017 XY91
- 2017 XZ91
- 2017 XA92
- 2017 XC92
- 2017 XD92
- 2017 XE92
- 2017 XF92
- 2017 XG92
- 2017 XH92
- 2017 XJ92
- 2017 XK92
- 2017 XL92
- 2017 XM92
- 2017 XN92
- 2017 XO92
- 2017 XP92
- 2017 XQ92
- 2017 XR92
- 2017 XS92
- 2017 XT92
- 2017 XU92
- 2017 XV92
- 2017 XW92
- 2017 XX92
- 2017 XZ92
- 2017 XA93
- 2017 XB93
- 2017 XC93
- 2017 XD93
- 2017 XE93
- 2017 XF93
- 2017 XG93
- 2017 XH93
- 2017 XJ93
- 2017 XK93
- 2017 XL93
- 2017 XM93
- 2017 XN93
- 2017 XO93
- 2017 XP93
- 2017 XQ93
- 2017 XR93
- 2017 XS93
- 2017 XT93
- 2017 XU93
- 2017 XV93
- 2017 XW93
- 2017 XX93
- 2017 XY93
- 2017 XZ93
- 2017 XA94
- 2017 XB94
- 2017 XC94
- 2017 XD94
- 2017 XE94
- 2017 XG94
- 2017 XH94
- 2017 XJ94
- 2017 XK94
- 2017 XL94
- 2017 XM94
- 2017 XO94
- 2017 XP94
- 2017 XQ94
- 2017 XR94
- 2017 XS94
- 2017 XT94
- 2017 XU94
- 2017 XV94
- 2017 XW94
- 2017 XX94
- 2017 XY94
- 2017 XZ94
- 2017 XA95
- 2017 XB95
- 2017 XC95
- 2017 XD95
- 2017 XE95
- 2017 XF95
- 2017 XG95
- 2017 XH95
- 2017 XK95
- 2017 XL95
- 2017 XM95
- 2017 XN95
- 2017 XO95
- 2017 XP95
- 2017 XQ95
- 2017 XR95
- 2017 XS95
- 2017 XU95
- 2017 XV95
- 2017 XW95
- 2017 XX95
- 2017 XY95
- 2017 XZ95
- 2017 XA96
- 2017 XB96
- 2017 XC96
- 2017 XD96
- 2017 XE96
- 2017 XF96
- 2017 XH96
- 2017 XJ96
- 2017 XK96
- 2017 XL96
- 2017 XN96
- 2017 XO96
- 2017 XP96
- 2017 XQ96
- 2017 XR96
- 2017 XS96
- 2017 XT96
- 2017 XU96
- 2017 XV96
- 2017 XW96
- 2017 XX96
- 2017 XY96
- 2017 XZ96
- 2017 XA97
- 2017 XB97
- 2017 XC97
- 2017 XD97
- 2017 XE97
- 2017 XG97
- 2017 XH97
- 2017 XJ97
- 2017 XK97
- 2017 XL97
- 2017 XM97
- 2017 XN97
- 2017 XO97
- 2017 XP97
- 2017 XQ97
- 2017 XR97
- 2017 XS97
- 2017 XT97
- 2017 XU97
- 2017 XV97
- 2017 XX97
- 2017 XY97
- 2017 XZ97
- 2017 XA98
- 2017 XB98
- 2017 XC98
- 2017 XE98
- 2017 XF98
- 2017 XG98
- 2017 XH98
- 2017 XJ98
- 2017 XK98
- 2017 XL98
- 2017 XM98
- 2017 XN98
- 2017 XO98
- 2017 XQ98
- 2017 XR98
- 2017 XS98
- 2017 XT98
- 2017 XU98
- 2017 XV98
- 2017 XW98
- 2017 XX98
- 2017 XY98
- 2017 XZ98
- 2017 XA99
- 2017 XB99
- 2017 XC99
- 2017 XD99
- 2017 XE99
- 2017 XF99
- 2017 XG99
- 2017 XH99
- 2017 XJ99
- 2017 XK99
- 2017 XL99
- 2017 XM99
- 2017 XN99
- 2017 XO99
- 2017 XP99
- 2017 XQ99
- 2017 XR99
- 2017 XS99
- 2017 XT99
- 2017 XU99
- 2017 XV99
- 2017 XW99
- 2017 XX99
- 2017 XY99
- 2017 XZ99
- 2017 XB100
- 2017 XC100
- 2017 XD100
- 2017 XE100
- 2017 XF100
- 2017 XG100
- 2017 XH100
- 2017 XJ100
- 2017 XK100
- 2017 XL100
- 2017 XM100
- 2017 XN100
- 2017 XO100
- 2017 XP100
- 2017 XQ100

### Du 16 au 31 décembre 2017
- 2017 YB
- 2017 YC
- 2017 YD
- 2017 YE
- 2017 YF
- 2017 YG
- 2017 YJ
- 2017 YR
- 2017 YU
- 2017 YV
- 2017 YW
- 2017 YX
- 2017 YY
- 2017 YZ
- 2017 YA1
- 2017 YB1
- 2017 YC1
- 2017 YD1
- 2017 YE1
- 2017 YF1
- 2017 YG1
- 2017 YH1
- 2017 YJ1
- 2017 YK1
- 2017 YL1
- 2017 YM1
- 2017 YN1
- 2017 YO1
- 2017 YP1
- 2017 YQ1
- 2017 YR1
- 2017 YS1
- 2017 YT1
- 2017 YU1
- 2017 YV1
- 2017 YW1
- 2017 YX1
- 2017 YA2
- 2017 YB2
- 2017 YC2
- 2017 YD2
- 2017 YE2
- 2017 YL2
- 2017 YM2
- 2017 YV2
- 2017 YY2
- 2017 YZ2
- 2017 YA3
- 2017 YB3
- 2017 YE3
- 2017 YF3
- 2017 YG3
- 2017 YN3
- 2017 YO3
- 2017 YP3
- 2017 YQ3
- 2017 YR3
- 2017 YS3
- 2017 YT3
- 2017 YU3
- 2017 YV3
- 2017 YW3
- 2017 YX3
- 2017 YY3
- 2017 YZ3
- 2017 YA4
- 2017 YB4
- 2017 YE4
- 2017 YF4
- 2017 YG4
- 2017 YJ4
- 2017 YK4
- 2017 YL4
- 2017 YM4
- 2017 YO4
- 2017 YP4
- 2017 YR4
- 2017 YS4
- 2017 YT4
- 2017 YU4
- 2017 YV4
- 2017 YW4
- 2017 YX4
- 2017 YY4
- 2017 YZ4
- 2017 YC5
- 2017 YD5
- 2017 YE5
- 2017 YF5
- 2017 YG5
- 2017 YH5
- 2017 YJ5
- 2017 YK5
- 2017 YL5
- 2017 YM5
- 2017 YN5
- 2017 YO5
- 2017 YP5
- 2017 YQ5
- 2017 YR5
- 2017 YS5
- 2017 YU5
- 2017 YV5
- 2017 YW5
- 2017 YX5
- 2017 YY5
- 2017 YZ5
- 2017 YA6
- 2017 YB6
- 2017 YC6
- 2017 YE6
- 2017 YF6
- 2017 YG6
- 2017 YL6
- 2017 YM6
- 2017 YN6
- 2017 YO6
- 2017 YP6
- 2017 YQ6
- 2017 YR6
- 2017 YS6
- 2017 YU6
- 2017 YV6
- 2017 YY6
- 2017 YA7
- 2017 YB7
- 2017 YC7
- 2017 YD7
- 2017 YE7
- 2017 YF7
- 2017 YG7
- 2017 YH7
- 2017 YJ7
- 2017 YK7
- 2017 YL7
- 2017 YM7
- 2017 YN7
- 2017 YO7
- 2017 YP7
- 2017 YS7
- 2017 YT7
- 2017 YU7
- 2017 YV7
- 2017 YW7
- 2017 YZ7
- 2017 YA8
- 2017 YB8
- 2017 YC8
- 2017 YD8
- 2017 YE8
- 2017 YF8
- 2017 YH8
- 2017 YK8
- 2017 YL8
- 2017 YM8
- 2017 YN8
- 2017 YO8
- 2017 YP8
- 2017 YQ8
- 2017 YR8
- 2017 YS8
- 2017 YU8
- 2017 YV8
- 2017 YW8
- 2017 YX8
- 2017 YZ8
- 2017 YA9
- 2017 YD9
- 2017 YF9
- 2017 YL9
- 2017 YP9
- 2017 YW9
- 2017 YX9
- 2017 YY9
- 2017 YZ9
- 2017 YA10
- 2017 YB10
- 2017 YC10
- 2017 YD10
- 2017 YG10
- 2017 YK10
- 2017 YL10
- 2017 YO10
- 2017 YP10
- 2017 YX10
- 2017 YJ11
- 2017 YK11
- 2017 YN11
- 2017 YO11
- 2017 YV11
- 2017 YY11
- 2017 YA12
- 2017 YD12
- 2017 YJ12
- 2017 YM12
- 2017 YN12
- 2017 YT12
- 2017 YV12
- 2017 YY12
- 2017 YF13
- 2017 YH13
- 2017 YJ13
- 2017 YK13
- 2017 YL13
- 2017 YM13
- 2017 YN13
- 2017 YP13
- 2017 YR13
- 2017 YS13
- 2017 YU13
- 2017 YD14
- 2017 YE14
- 2017 YH14
- 2017 YK14
- 2017 YL14
- 2017 YM14
- 2017 YW14
- 2017 YX14
- 2017 YB15
- 2017 YO15
- 2017 YY15
- 2017 YA16
- 2017 YB16
- 2017 YD16
- 2017 YE16
- 2017 YF16
- 2017 YH16
- 2017 YJ16
- 2017 YK16
- 2017 YL16
- 2017 YM16
- 2017 YN16
- 2017 YO16
- 2017 YP16
- 2017 YQ16
- 2017 YR16
- 2017 YS16
- 2017 YT16
- 2017 YU16
- 2017 YV16
- 2017 YX16
- 2017 YY16
- 2017 YZ16
- 2017 YA17
- 2017 YB17
- 2017 YC17
- 2017 YE17
- 2017 YF17
- 2017 YG17
- 2017 YH17
- 2017 YK17
- 2017 YL17
- 2017 YM17
- 2017 YN17
- 2017 YO17
- 2017 YP17
- 2017 YQ17
- 2017 YR17
- 2017 YS17
- 2017 YT17
- 2017 YU17
- 2017 YV17
- 2017 YW17
- 2017 YX17
- 2017 YY17
- 2017 YZ17
- 2017 YA18
- 2017 YB18
- 2017 YC18
- 2017 YD18
- 2017 YE18
- 2017 YF18
- 2017 YG18
- 2017 YH18
- 2017 YJ18
- 2017 YK18
- 2017 YL18
- 2017 YM18
- 2017 YN18
- 2017 YO18
- 2017 YQ18
- 2017 YR18
- 2017 YS18
- 2017 YT18
- 2017 YU18
- 2017 YV18
- 2017 YW18
- 2017 YX18
- 2017 YY18
- 2017 YZ18
- 2017 YA19
- 2017 YB19
- 2017 YC19
- 2017 YD19
- 2017 YE19
- 2017 YF19
- 2017 YG19
- 2017 YJ19
- 2017 YK19
- 2017 YL19
- 2017 YM19
- 2017 YN19
- 2017 YO19
- 2017 YP19
- 2017 YR19
- 2017 YS19
- 2017 YT19
- 2017 YU19
- 2017 YV19
- 2017 YX19
- 2017 YZ19
- 2017 YA20
- 2017 YB20
- 2017 YC20
- 2017 YD20
- 2017 YE20
- 2017 YF20
- 2017 YG20
- 2017 YH20
- 2017 YJ20
- 2017 YK20
- 2017 YL20
- 2017 YM20
- 2017 YO20
- 2017 YP20
- 2017 YQ20
- 2017 YR20
- 2017 YS20
- 2017 YT20
- 2017 YU20
- 2017 YV20
- 2017 YW20
- 2017 YX20
- 2017 YY20
- 2017 YZ20
- 2017 YA21
- 2017 YB21
- 2017 YC21
- 2017 YD21
- 2017 YE21
- 2017 YF21
- 2017 YG21
- 2017 YH21
- 2017 YJ21
- 2017 YK21
- 2017 YM21
- 2017 YN21
- 2017 YO21
- 2017 YP21
- 2017 YQ21
- 2017 YS21
- 2017 YT21
- 2017 YU21
- 2017 YV21
- 2017 YW21
- 2017 YX21
- 2017 YZ21
- 2017 YA22
- 2017 YB22
- 2017 YC22
- 2017 YD22
- 2017 YE22
- 2017 YF22
- 2017 YG22
- 2017 YH22
- 2017 YJ22
- 2017 YK22
- 2017 YL22
- 2017 YM22
- 2017 YO22
- 2017 YR22
- 2017 YT22
- 2017 YV22
- 2017 YW22
- 2017 YX22
- 2017 YZ22
- 2017 YA23
- 2017 YB23
- 2017 YE23
- 2017 YJ23
- 2017 YK23
- 2017 YL23
- 2017 YM23
- 2017 YO23
- 2017 YP23
- 2017 YR23
- 2017 YS23
- 2017 YT23
- 2017 YX23
- 2017 YY23
- 2017 YZ23
- 2017 YA24
- 2017 YB24
- 2017 YC24
- 2017 YD24
- 2017 YG24
- 2017 YJ24
- 2017 YK24
- 2017 YN24
- 2017 YQ24
- 2017 YT24
- 2017 YU24
- 2017 YV24
- 2017 YW24
- 2017 YX24
- 2017 YZ24
- 2017 YA25
- 2017 YB25
- 2017 YC25
- 2017 YD25
- 2017 YE25
- 2017 YH25
- 2017 YK25
- 2017 YL25
- 2017 YM25
- 2017 YN25
- 2017 YO25
- 2017 YP25
- 2017 YQ25
- 2017 YR25
- 2017 YS25
- 2017 YT25
- 2017 YU25
- 2017 YV25
- 2017 YW25
- 2017 YX25
- 2017 YY25
- 2017 YZ25
- 2017 YA26
- 2017 YB26
- 2017 YC26
- 2017 YD26
- 2017 YE26
- 2017 YF26
- 2017 YG26
- 2017 YH26
- 2017 YJ26
- 2017 YK26
- 2017 YN26
- 2017 YP26
- 2017 YQ26
- 2017 YT26
- 2017 YU26
- 2017 YV26
- 2017 YX26
- 2017 YY26
- 2017 YF27
- 2017 YJ27
- 2017 YL27
- 2017 YN27
- 2017 YR27
- 2017 YT27
- 2017 YU27
- 2017 YV27
- 2017 YX27
- 2017 YY27
- 2017 YA28
- 2017 YC28
- 2017 YE28
- 2017 YG28
- 2017 YJ28
- 2017 YN28
- 2017 YO28
- 2017 YS28
- 2017 YU28
- 2017 YV28
- 2017 YW28
- 2017 YY28
- 2017 YZ28
- 2017 YA29
- 2017 YB29
- 2017 YC29
- 2017 YE29
- 2017 YF29
- 2017 YH29
- 2017 YJ29
- 2017 YL29
- 2017 YM29
- 2017 YO29
- 2017 YP29
- 2017 YQ29
- 2017 YT29
- 2017 YW29
- 2017 YA30
- 2017 YC30
- 2017 YE30
- 2017 YF30
- 2017 YH30
- 2017 YJ30
- 2017 YK30
- 2017 YL30
- 2017 YM30
- 2017 YN30
- 2017 YO30
- 2017 YP30
- 2017 YT30
- 2017 YU30
- 2017 YV30
- 2017 YW30
- 2017 YX30
- 2017 YY30
- 2017 YZ30
- 2017 YA31
- 2017 YB31
- 2017 YC31
- 2017 YD31
- 2017 YE31
- 2017 YF31
- 2017 YH31
- 2017 YK31
- 2017 YM31
- 2017 YN31
- 2017 YO31
- 2017 YP31
- 2017 YQ31
- 2017 YR31
- 2017 YT31
- 2017 YU31
- 2017 YV31
- 2017 YW31
- 2017 YX31
- 2017 YB32
- 2017 YC32
- 2017 YD32
- 2017 YE32
- 2017 YG32
- 2017 YH32
- 2017 YJ32
- 2017 YO32
- 2017 YP32
- 2017 YQ32
- 2017 YR32
- 2017 YS32
- 2017 YT32
- 2017 YU32
- 2017 YV32
- 2017 YW32
- 2017 YX32
- 2017 YY32
- 2017 YZ32
- 2017 YA33
- 2017 YB33
- 2017 YC33
- 2017 YD33
- 2017 YF33
- 2017 YG33
- 2017 YH33
- 2017 YK33
- 2017 YL33
- 2017 YO33
- 2017 YP33
- 2017 YQ33
- 2017 YR33
- 2017 YX33
- 2017 YY33
- 2017 YZ33
- 2017 YB34
- 2017 YC34
- 2017 YD34
- 2017 YE34
- 2017 YF34
- 2017 YG34
- 2017 YH34
- 2017 YK34
- 2017 YL34
- 2017 YM34
- 2017 YN34
- 2017 YP34
- 2017 YQ34
- 2017 YR34
- 2017 YS34
- 2017 YT34
- 2017 YU34
- 2017 YV34
- 2017 YW34
- 2017 YX34
- 2017 YY34
- 2017 YZ34
- 2017 YA35
- 2017 YC35
- 2017 YD35
- 2017 YF35
- 2017 YH35
- 2017 YJ35
- 2017 YK35
- 2017 YM35
- 2017 YO35
- 2017 YP35
- 2017 YR35
- 2017 YS35
- 2017 YT35
- 2017 YV35
- 2017 YW35
- 2017 YY35
- 2017 YA36
- 2017 YB36
- 2017 YC36
- 2017 YD36
- 2017 YE36
- 2017 YG36
- 2017 YH36
- 2017 YK36
- 2017 YL36
- 2017 YM36
- 2017 YN36
- 2017 YP36
- 2017 YQ36
- 2017 YR36
- 2017 YS36
- 2017 YT36
- 2017 YU36
- 2017 YV36
- 2017 YW36
- 2017 YX36
- 2017 YY36
- 2017 YZ36
- 2017 YA37
- 2017 YB37
- 2017 YC37
- 2017 YD37
- 2017 YE37
- 2017 YF37
- 2017 YH37
- 2017 YJ37
- 2017 YL37
- 2017 YM37
- 2017 YN37
- 2017 YO37
- 2017 YP37
- 2017 YQ37
- 2017 YR37
- 2017 YS37
- 2017 YT37
- 2017 YU37
- 2017 YV37
- 2017 YW37
- 2017 YX37
- 2017 YY37
- 2017 YZ37
- 2017 YA38
- 2017 YB38
- 2017 YD38
- 2017 YE38
- 2017 YG38
- 2017 YH38
- 2017 YJ38
- 2017 YK38
- 2017 YL38
- 2017 YM38
- 2017 YN38
- 2017 YO38
- 2017 YQ38
- 2017 YR38
- 2017 YS38
- 2017 YT38
- 2017 YU38
- 2017 YX38
- 2017 YY38
- 2017 YZ38
- 2017 YA39
- 2017 YB39
- 2017 YC39
- 2017 YD39
- 2017 YE39
- 2017 YF39
- 2017 YG39
- 2017 YH39
- 2017 YJ39
- 2017 YL39
- 2017 YO39
- 2017 YP39
- 2017 YQ39
- 2017 YR39
- 2017 YS39
- 2017 YT39
- 2017 YU39
- 2017 YX39
- 2017 YZ39
- 2017 YA40
- 2017 YC40
- 2017 YD40
- 2017 YE40
- 2017 YF40
- 2017 YG40
- 2017 YH40
- 2017 YJ40
- 2017 YK40
- 2017 YM40
- 2017 YN40
- 2017 YP40
- 2017 YQ40
- 2017 YU40
- 2017 YV40
- 2017 YW40
- 2017 YY40
- 2017 YZ40
- 2017 YB41
- 2017 YC41
- 2017 YD41
- 2017 YG41
- 2017 YH41
- 2017 YK41
- 2017 YL41
- 2017 YM41
- 2017 YN41
- 2017 YR41
- 2017 YS41
- 2017 YV41
- 2017 YW41
- 2017 YX41
- 2017 YB42
- 2017 YC42
- 2017 YD42
- 2017 YL42
- 2017 YM42
- 2017 YN42
- 2017 YO42
- 2017 YP42
- 2017 YQ42
- 2017 YR42
- 2017 YS42
- 2017 YT42
- 2017 YU42
- 2017 YW42
- 2017 YX42
- 2017 YY42
- 2017 YZ42
- 2017 YA43
- 2017 YB43
- 2017 YD43
- 2017 YF43
- 2017 YG43
- 2017 YJ43
- 2017 YK43
- 2017 YM43
- 2017 YO43
- 2017 YQ43
- 2017 YR43
- 2017 YU43
- 2017 YV43
- 2017 YW43
- 2017 YX43
- 2017 YY43
- 2017 YZ43
- 2017 YB44
- 2017 YC44
- 2017 YD44
- 2017 YE44
- 2017 YF44
- 2017 YG44
- 2017 YH44
- 2017 YJ44
- 2017 YK44
- 2017 YL44
- 2017 YM44
- 2017 YN44
- 2017 YO44
- 2017 YP44
- 2017 YQ44
- 2017 YR44
- 2017 YS44
- 2017 YT44
- 2017 YU44
- 2017 YV44
- 2017 YW44
- 2017 YX44
- 2017 YY44
- 2017 YZ44
- 2017 YA45
- 2017 YB45
- 2017 YC45
- 2017 YD45
- 2017 YF45
- 2017 YG45
- 2017 YH45
- 2017 YJ45
- 2017 YQ45
- 2017 YR45
- 2017 YS45
- 2017 YT45
- 2017 YU45
- 2017 YV45
- 2017 YX45
- 2017 YY45
- 2017 YA46
- 2017 YB46
- 2017 YC46
- 2017 YE46
- 2017 YF46
- 2017 YG46
- 2017 YK46
- 2017 YM46
- 2017 YN46
- 2017 YO46
- 2017 YP46
- 2017 YR46
- 2017 YS46
- 2017 YU46
- 2017 YV46
- 2017 YW46
- 2017 YX46
- 2017 YY46
- 2017 YZ46
- 2017 YA47
- 2017 YB47
- 2017 YC47
- 2017 YD47
- 2017 YE47
- 2017 YF47
- 2017 YG47
- 2017 YH47
- 2017 YJ47
- 2017 YL47
- 2017 YM47
- 2017 YN47
- 2017 YO47
- 2017 YP47
- 2017 YQ47
- 2017 YR47
- 2017 YS47
- 2017 YT47
- 2017 YU47
- 2017 YV47
- 2017 YW47
- 2017 YX47
- 2017 YZ47
- 2017 YA48
- 2017 YB48
- 2017 YC48
- 2017 YD48
- 2017 YE48
- 2017 YF48
- 2017 YH48
- 2017 YJ48
- 2017 YK48
- 2017 YL48
- 2017 YM48
- 2017 YO48
- 2017 YP48
- 2017 YQ48
- 2017 YT48
- 2017 YV48
- 2017 YW48
- 2017 YX48
- 2017 YY48
- 2017 YZ48
- 2017 YA49
- 2017 YB49
- 2017 YC49
- 2017 YD49
- 2017 YE49
- 2017 YF49
- 2017 YG49
- 2017 YH49
- 2017 YJ49
- 2017 YK49
- 2017 YL49
- 2017 YM49
- 2017 YN49
- 2017 YO49
- 2017 YP49
- 2017 YQ49
- 2017 YS49
- 2017 YT49
- 2017 YU49
- 2017 YV49
- 2017 YW49
- 2017 YX49
- 2017 YY49
- 2017 YZ49
- 2017 YA50
- 2017 YB50
- 2017 YC50
- 2017 YD50
- 2017 YE50
- 2017 YF50
- 2017 YG50
- 2017 YH50
- 2017 YJ50
- 2017 YL50
- 2017 YM50
- 2017 YN50
- 2017 YO50
- 2017 YP50
- 2017 YQ50
- 2017 YR50
- 2017 YS50
- 2017 YT50
- 2017 YU50
- 2017 YX50
- 2017 YZ50
- 2017 YA51
- 2017 YB51
- 2017 YC51
- 2017 YD51
- 2017 YE51
- 2017 YF51
- 2017 YG51
- 2017 YH51
- 2017 YJ51
- 2017 YK51
- 2017 YL51
- 2017 YM51
- 2017 YN51
- 2017 YO51
- 2017 YP51
- 2017 YQ51
- 2017 YR51
- 2017 YT51
- 2017 YU51
- 2017 YV51
- 2017 YW51
- 2017 YX51
- 2017 YC52
- 2017 YD52
- 2017 YE52
- 2017 YF52
- 2017 YG52
- 2017 YH52
- 2017 YJ52
- 2017 YK52
- 2017 YL52
- 2017 YM52
- 2017 YN52
- 2017 YO52
- 2017 YP52
- 2017 YQ52
- 2017 YR52
- 2017 YS52
- 2017 YU52
- 2017 YV52
- 2017 YW52
- 2017 YX52
- 2017 YY52
- 2017 YZ52
- 2017 YA53
- 2017 YB53
- 2017 YC53
- 2017 YD53
- 2017 YE53
- 2017 YF53
- 2017 YG53
- 2017 YH53
- 2017 YJ53
- 2017 YK53
- 2017 YL53
- 2017 YM53
- 2017 YN53
- 2017 YO53
- 2017 YP53
- 2017 YR53
- 2017 YS53
- 2017 YT53
- 2017 YU53
- 2017 YV53
- 2017 YW53
- 2017 YX53
- 2017 YY53
- 2017 YZ53
- 2017 YA54
- 2017 YB54
- 2017 YC54
- 2017 YE54
- 2017 YF54
- 2017 YG54
- 2017 YH54
- 2017 YJ54
- 2017 YK54
- 2017 YL54
- 2017 YM54
- 2017 YN54
- 2017 YO54
- 2017 YP54
- 2017 YQ54
- 2017 YR54
- 2017 YS54
- 2017 YT54
- 2017 YU54
- 2017 YV54
- 2017 YW54
- 2017 YX54
- 2017 YY54
- 2017 YZ54
- 2017 YA55
- 2017 YB55
- 2017 YC55
- 2017 YD55
- 2017 YE55
- 2017 YF55
- 2017 YG55
- 2017 YH55
- 2017 YJ55
- 2017 YK55
- 2017 YL55
- 2017 YM55
- 2017 YN55
- 2017 YO55
- 2017 YP55
- 2017 YQ55
- 2017 YR55
- 2017 YS55
- 2017 YT55
- 2017 YU55
- 2017 YV55
- 2017 YW55
- 2017 YX55
- 2017 YY55
- 2017 YZ55
- 2017 YA56
- 2017 YB56
- 2017 YD56
- 2017 YE56
- 2017 YF56
- 2017 YH56
- 2017 YJ56
- 2017 YK56
- 2017 YL56
- 2017 YM56
- 2017 YN56
- 2017 YO56
- 2017 YP56
- 2017 YQ56
- 2017 YT56
- 2017 YU56
- 2017 YV56
- 2017 YW56
- 2017 YX56
- 2017 YY56
- 2017 YZ56
- 2017 YA57
- 2017 YB57
- 2017 YC57
- 2017 YD57
- 2017 YE57
- 2017 YF57
- 2017 YG57
- 2017 YH57
- 2017 YK57
- 2017 YL57
- 2017 YM57
- 2017 YN57
- 2017 YO57
- 2017 YP57
- 2017 YQ57
- 2017 YR57
- 2017 YS57
- 2017 YT57
- 2017 YU57
- 2017 YV57
- 2017 YW57
- 2017 YX57
- 2017 YY57
- 2017 YZ57
- 2017 YA58
- 2017 YB58
- 2017 YC58
- 2017 YD58
- 2017 YE58
- 2017 YF58
- 2017 YG58
- 2017 YJ58
- 2017 YK58
- 2017 YL58
- 2017 YO58
- 2017 YP58
- 2017 YR58
- 2017 YS58
- 2017 YT58
- 2017 YU58
- 2017 YX58
- 2017 YZ58
- 2017 YA59
- 2017 YB59
- 2017 YC59
- 2017 YD59
- 2017 YE59
- 2017 YF59
- 2017 YG59
- 2017 YH59
- 2017 YJ59
- 2017 YK59
- 2017 YL59
- 2017 YM59
- 2017 YP59
- 2017 YQ59
- 2017 YR59
- 2017 YS59
- 2017 YT59
- 2017 YU59
- 2017 YV59
- 2017 YW59
- 2017 YX59
- 2017 YZ59
- 2017 YA60
- 2017 YB60
- 2017 YC60
- 2017 YD60
- 2017 YE60
- 2017 YG60
- 2017 YH60
- 2017 YJ60
- 2017 YK60
- 2017 YL60
- 2017 YM60
- 2017 YN60
- 2017 YO60
- 2017 YP60
- 2017 YQ60
- 2017 YR60
- 2017 YT60
- 2017 YU60
- 2017 YV60
- 2017 YW60
- 2017 YX60
- 2017 YY60
- 2017 YZ60
- 2017 YA61
- 2017 YB61
- 2017 YD61
- 2017 YE61
- 2017 YF61
- 2017 YG61
- 2017 YJ61
- 2017 YK61
- 2017 YL61
- 2017 YM61
- 2017 YN61
- 2017 YO61
- 2017 YP61
- 2017 YR61
- 2017 YS61
- 2017 YT61
- 2017 YU61
- 2017 YV61
- 2017 YX61
- 2017 YY61
- 2017 YA62
- 2017 YB62
- 2017 YD62
- 2017 YE62
- 2017 YF62
- 2017 YG62
- 2017 YH62
- 2017 YJ62
- 2017 YK62
- 2017 YL62
- 2017 YM62
- 2017 YN62
- 2017 YP62
- 2017 YQ62
- 2017 YR62
- 2017 YS62
- 2017 YT62
- 2017 YU62
- 2017 YV62
- 2017 YZ62
- 2017 YA63
- 2017 YB63
- 2017 YD63
- 2017 YE63
- 2017 YF63
- 2017 YG63
- 2017 YH63
- 2017 YJ63
- 2017 YK63
- 2017 YL63
- 2017 YM63
- 2017 YN63
- 2017 YO63
- 2017 YP63
- 2017 YQ63
- 2017 YR63
- 2017 YS63
- 2017 YT63
- 2017 YU63
- 2017 YV63
- 2017 YW63
- 2017 YX63
- 2017 YY63
- 2017 YZ63
- 2017 YB64
- 2017 YC64
- 2017 YF64
- 2017 YG64
- 2017 YH64
- 2017 YJ64
- 2017 YK64
- 2017 YL64
- 2017 YN64
- 2017 YO64
- 2017 YQ64
- 2017 YR64
- 2017 YS64
- 2017 YT64
- 2017 YU64
- 2017 YV64
- 2017 YW64
- 2017 YX64
- 2017 YY64
- 2017 YZ64
- 2017 YA65
- 2017 YB65
- 2017 YC65
- 2017 YE65
- 2017 YF65
- 2017 YG65
- 2017 YH65
- 2017 YJ65
- 2017 YK65
- 2017 YL65
- 2017 YM65
- 2017 YO65
- 2017 YP65
- 2017 YQ65
- 2017 YR65
- 2017 YS65
- 2017 YT65
- 2017 YU65
- 2017 YV65
- 2017 YW65
- 2017 YX65
- 2017 YY65
- 2017 YZ65
- 2017 YA66
- 2017 YB66
- 2017 YC66
- 2017 YD66
- 2017 YE66
- 2017 YF66
- 2017 YG66
- 2017 YH66
- 2017 YJ66
- 2017 YK66
- 2017 YL66
- 2017 YM66
- 2017 YO66
- 2017 YP66
- 2017 YQ66
- 2017 YR66
- 2017 YS66
- 2017 YT66
- 2017 YU66
- 2017 YV66
- 2017 YW66
- 2017 YX66
- 2017 YY66
- 2017 YZ66
- 2017 YA67
- 2017 YB67
- 2017 YC67
- 2017 YD67
- 2017 YE67
- 2017 YF67
- 2017 YG67
- 2017 YH67
- 2017 YJ67
- 2017 YK67
- 2017 YL67
- 2017 YM67
- 2017 YN67
- 2017 YO67
- 2017 YP67
- 2017 YQ67
- 2017 YR67
- 2017 YS67
- 2017 YT67
- 2017 YU67
- 2017 YV67
- 2017 YW67
- 2017 YX67
- 2017 YY67
- 2017 YZ67
- 2017 YA68
- 2017 YB68
- 2017 YC68
- 2017 YE68
- 2017 YF68
- 2017 YG68
- 2017 YJ68
- 2017 YK68
- 2017 YL68
- 2017 YM68
- 2017 YN68
- 2017 YO68
- 2017 YQ68
- 2017 YR68
- 2017 YS68
- 2017 YT68
- 2017 YU68
- 2017 YV68
- 2017 YW68
- 2017 YX68
- 2017 YY68
- 2017 YZ68
- 2017 YA69
- 2017 YB69
- 2017 YC69
- 2017 YD69
- 2017 YE69
- 2017 YF69
- 2017 YG69
- 2017 YH69
- 2017 YJ69
- 2017 YK69
- 2017 YL69
- 2017 YM69
- 2017 YN69
- 2017 YO69
- 2017 YP69
- 2017 YQ69
- 2017 YR69
- 2017 YS69
- 2017 YT69
- 2017 YU69
- 2017 YV69
- 2017 YW69
- 2017 YX69
- 2017 YY69
- 2017 YZ69
- 2017 YA70
- 2017 YB70
- 2017 YC70
- 2017 YE70
- 2017 YF70
- 2017 YH70
- 2017 YJ70
- 2017 YK70
- 2017 YL70
- 2017 YM70
- 2017 YN70
- 2017 YO70
- 2017 YP70
- 2017 YQ70
- 2017 YR70
- 2017 YS70
- 2017 YT70
- 2017 YU70
- 2017 YV70
- 2017 YX70
- 2017 YY70
- 2017 YZ70
- 2017 YA71
- 2017 YB71
- 2017 YC71
- 2017 YE71
- 2017 YF71
- 2017 YG71
- 2017 YH71
- 2017 YK71
- 2017 YL71
- 2017 YN71
- 2017 YO71
- 2017 YP71
- 2017 YQ71
- 2017 YR71
- 2017 YS71
- 2017 YT71
- 2017 YU71
- 2017 YV71
- 2017 YW71
- 2017 YX71
- 2017 YY71
- 2017 YZ71
- 2017 YA72
- 2017 YB72
- 2017 YC72
- 2017 YD72
- 2017 YE72
- 2017 YF72
- 2017 YG72
- 2017 YH72
- 2017 YJ72
- 2017 YK72
- 2017 YL72
- 2017 YM72
- 2017 YN72
- 2017 YO72
- 2017 YP72
- 2017 YQ72
- 2017 YR72
- 2017 YS72
- 2017 YT72
- 2017 YU72
- 2017 YV72
- 2017 YW72
- 2017 YX72
- 2017 YY72
- 2017 YZ72
- 2017 YA73
- 2017 YB73
- 2017 YC73
- 2017 YD73
- 2017 YE73
- 2017 YF73
- 2017 YG73
- 2017 YH73
- 2017 YJ73
- 2017 YK73
- 2017 YL73
- 2017 YM73
- 2017 YN73
- 2017 YO73
- 2017 YP73
- 2017 YQ73
- 2017 YR73
- 2017 YS73
- 2017 YT73
- 2017 YU73
- 2017 YV73
- 2017 YX73
- 2017 YY73
- 2017 YZ73
- 2017 YA74
- 2017 YB74
- 2017 YC74
- 2017 YD74
- 2017 YE74
- 2017 YF74
- 2017 YG74
- 2017 YH74
- 2017 YJ74
- 2017 YK74
- 2017 YL74
- 2017 YM74
- 2017 YN74
- 2017 YO74
- 2017 YP74
- 2017 YQ74
- 2017 YR74
- 2017 YS74
- 2017 YT74
- 2017 YU74
- 2017 YV74
- 2017 YW74
- 2017 YX74
- 2017 YY74
- 2017 YZ74
- 2017 YA75
- 2017 YB75
- 2017 YC75
- 2017 YE75
- 2017 YF75
- 2017 YG75
- 2017 YH75
- 2017 YJ75
- 2017 YK75
- 2017 YL75
- 2017 YM75
- 2017 YN75
- 2017 YO75
- 2017 YP75
- 2017 YQ75
- 2017 YR75
- 2017 YS75
- 2017 YT75
- 2017 YU75
- 2017 YV75
- 2017 YW75
- 2017 YX75
- 2017 YY75
- 2017 YZ75
- 2017 YA76
- 2017 YB76
- 2017 YC76
- 2017 YD76
- 2017 YE76
- 2017 YF76
- 2017 YG76
- 2017 YH76
- 2017 YJ76
- 2017 YK76
- 2017 YL76
- 2017 YM76
- 2017 YN76
- 2017 YO76
- 2017 YP76
- 2017 YQ76
- 2017 YR76
- 2017 YS76
- 2017 YT76
- 2017 YU76
- 2017 YV76
- 2017 YW76
- 2017 YX76
- 2017 YY76
- 2017 YZ76
- 2017 YA77
- 2017 YB77
- 2017 YC77
- 2017 YD77
- 2017 YE77
- 2017 YF77
- 2017 YG77
- 2017 YH77
- 2017 YJ77
- 2017 YK77
- 2017 YL77
- 2017 YM77
- 2017 YN77
- 2017 YO77
- 2017 YP77
- 2017 YQ77
- 2017 YR77
- 2017 YS77
- 2017 YT77
- 2017 YU77
- 2017 YV77
- 2017 YW77
- 2017 YX77
- 2017 YY77
- 2017 YZ77
- 2017 YB78
- 2017 YC78
- 2017 YD78
- 2017 YE78
- 2017 YF78
- 2017 YH78
- 2017 YJ78
- 2017 YK78
- 2017 YM78
- 2017 YO78
- 2017 YP78
- 2017 YQ78
- 2017 YR78
- 2017 YS78
- 2017 YT78
- 2017 YU78
- 2017 YV78
- 2017 YW78
- 2017 YX78
- 2017 YY78
- 2017 YZ78
- 2017 YA79
- 2017 YB79
- 2017 YC79
- 2017 YD79
- 2017 YE79
- 2017 YF79
- 2017 YG79
- 2017 YH79
- 2017 YJ79
- 2017 YK79
- 2017 YL79
- 2017 YM79
- 2017 YN79
- 2017 YO79
- 2017 YP79